# 正福寺 (兵庫県新温泉町)
正福寺（しょうふくじ）は、兵庫県新温泉町の湯村温泉郷にある天台宗の仏教寺院。平安時代前期の僧円仁（慈覚大師）の創建と伝わる。山号は天竜山、本尊は不動明王。桜の固有種である正福寺桜で知られる。

## 概要
春来川の西岸、眼下に湯村温泉の源泉「荒湯」を望む温泉橋前の丘上に位置する。
848年(嘉祥元年)、円仁（慈覚大師）が布教のために当地を訪れて湯村温泉を開湯した際に現在地に開創したと伝わる古刹で、以後1354年（文和3年）の実相院僧仁による再建、1685年（貞享2年）の焼失、1690年（元禄3年）の義密による再建と、焼失と再建を繰り返しており、現在の堂宇は1780年（安政9年）の興範による再建である。
本堂には平安時代後期の作と推定され、21年毎に開帳される秘仏不動明王立像を本尊として安置する。
また境内には慶安の変（由井正雪の乱）の首謀者の一人である熊谷直義の墓と山門脇に彼が建てた両親の供養碑がある。
熊谷直義は当地に潜伏して1673年（寛文13年）に病没しており、薙刀・茶釜など彼の遺品は当寺に保管されている。

## 正福寺桜

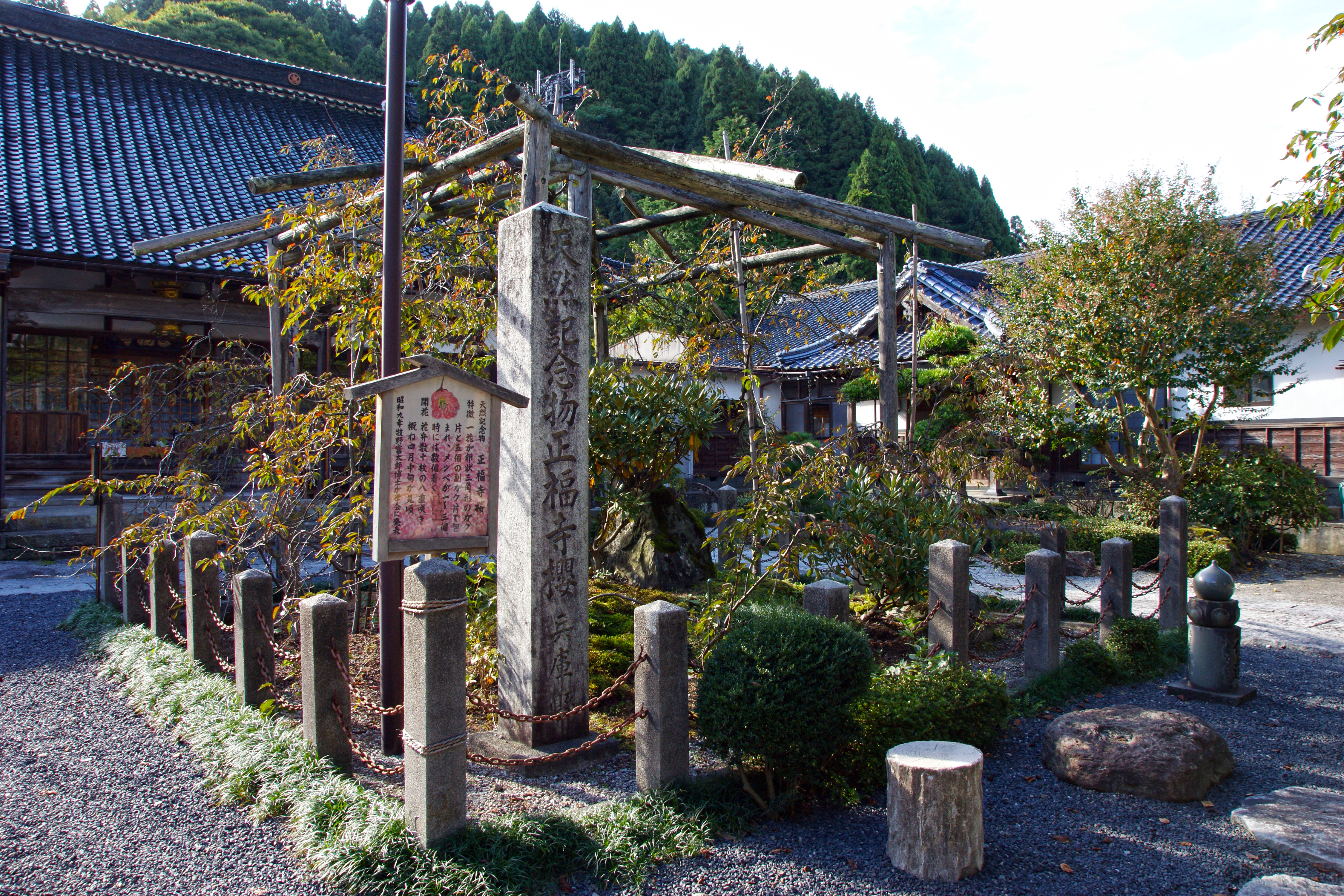
正福寺桜

但馬地方から播磨地方北部に分布する固有種で、学名を植物学者牧野富太郎により「プルヌス　タジマエンシス　マキノ」と付けられ、正福寺の植栽木であったことから、和名を「正福寺桜」と付けられた。
樹高5メートル、幹周0.4メートル、花一輪の花弁50枚前後、ガク片10枚、メシベ2～6本という八重桜の変種（キンキマメザクラとヤマザクラの自然交配種）である。 葉柄と花弁は薄い毛で被われており、花弁の枚数は樹齢に関連するとされている。
開花時期は4月上旬～中旬。所有者は正福寺、管理者は温泉町教育委員会である。

## 文化財
- 木造不動明王立像 - 平安時代作、高さ 134.5cm、桂の一木造、兵庫県指定有形文化財[2]
- 正福寺桜 - 兵庫県指定文化財天然記念物

## 境内

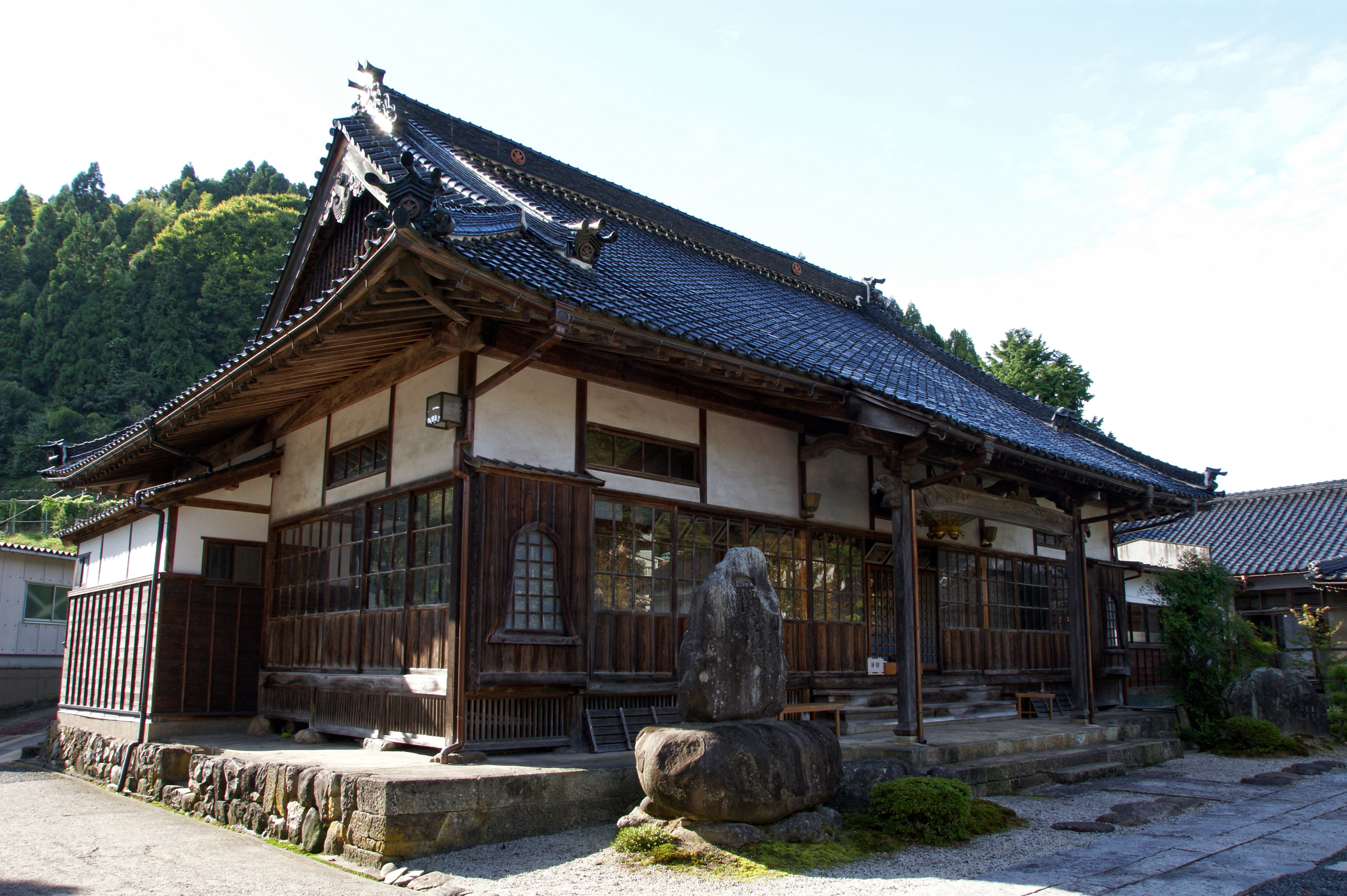
本堂
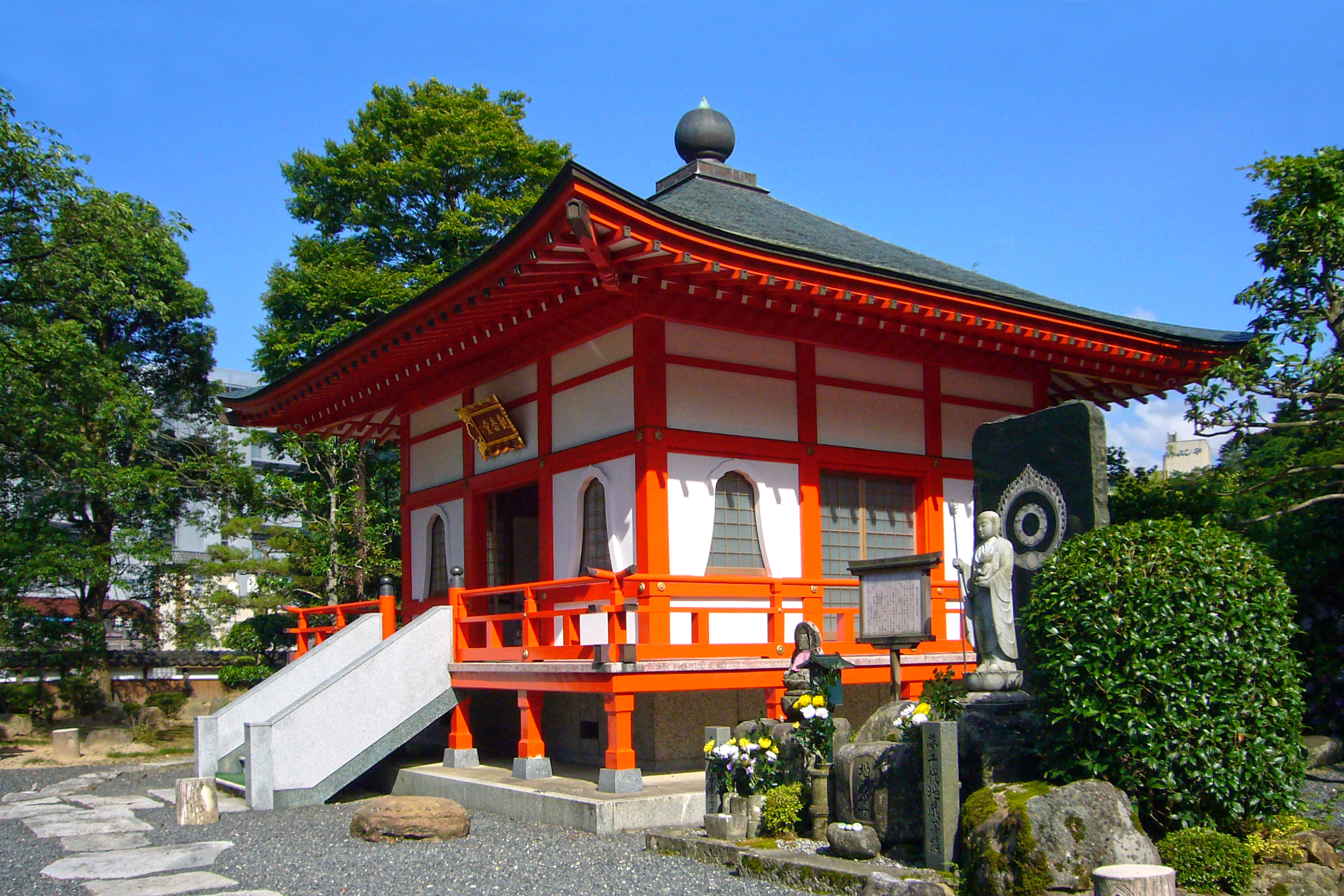
観音堂
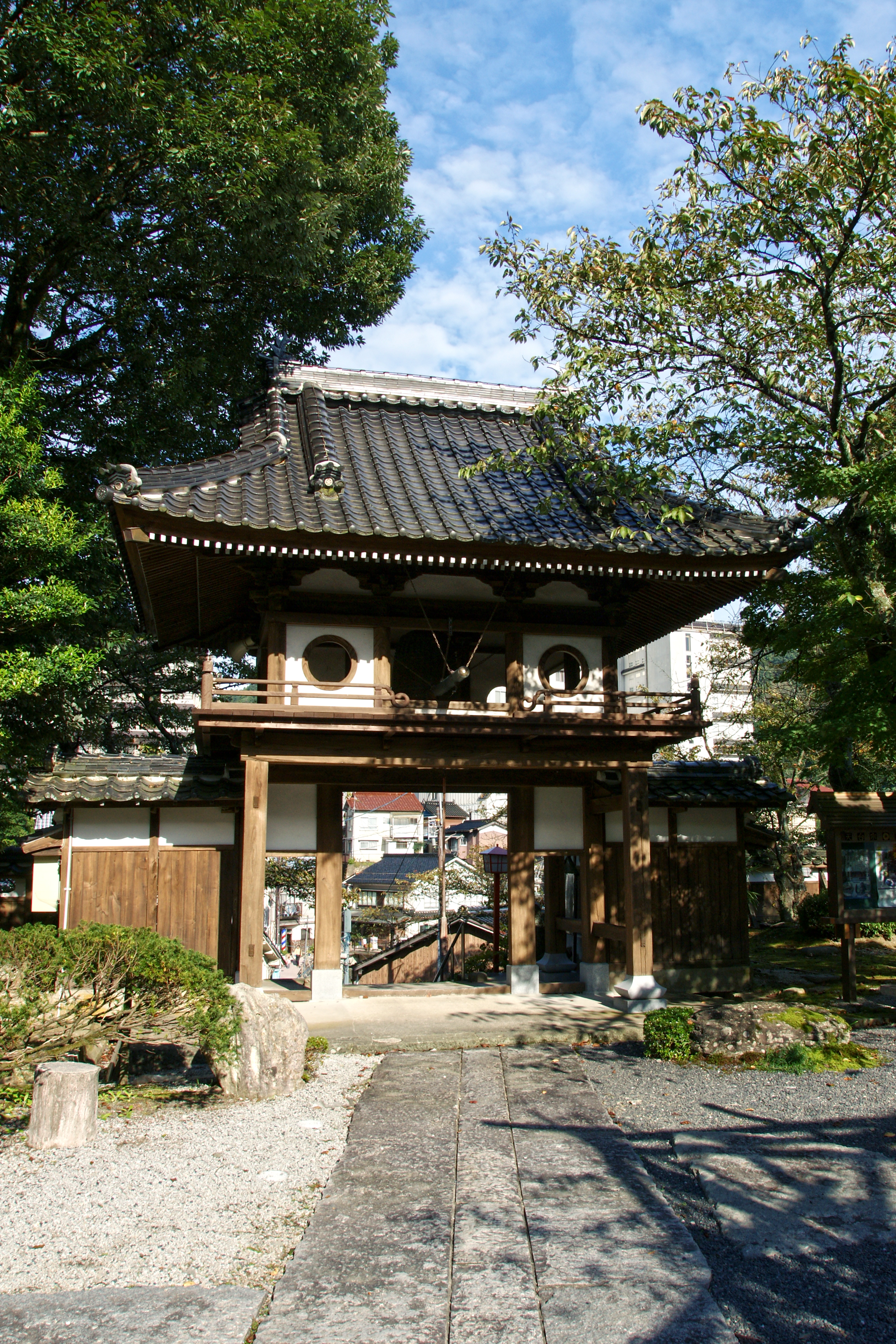
鐘楼門
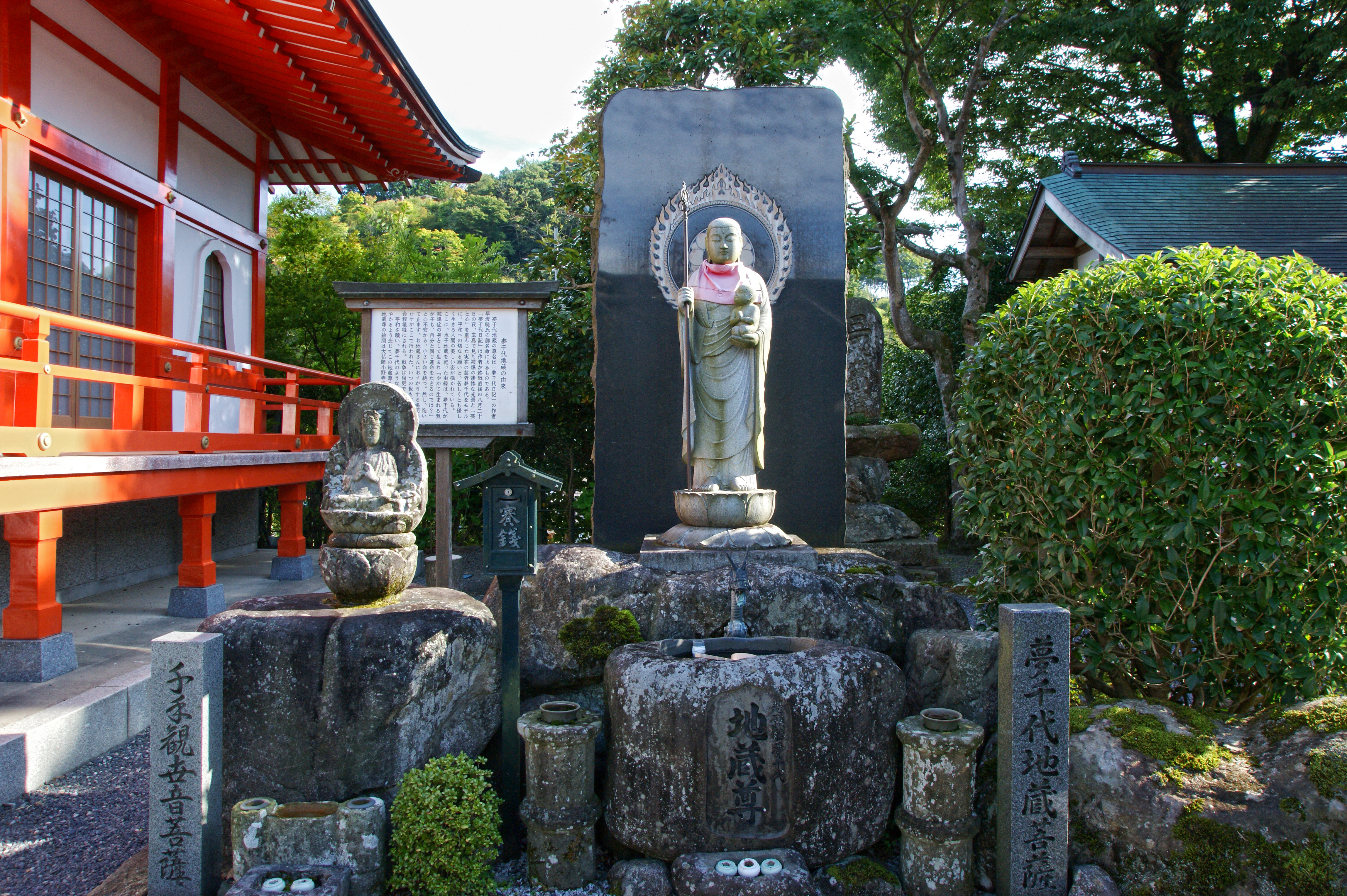
夢千代地蔵菩薩
- 千手観世音菩薩

- 本堂
- 観音堂
- 鐘楼門
- 夢千代地蔵菩薩

## 交通アクセス
- 山陰本線 浜坂駅から全但バス「湯村温泉」行きで25分、バス停「湯村温泉」下車、徒歩5分